# بريستول (كيبك)
بريستول (بالإنجليزية: Bristol, Quebec)‏ هي بلدية محلية في كيبيك تقع في كندا في Pontiac Regional County Municipality. يقدر عدد سكانها بـ 1,128 نسمة ومساحتها 235.00 كم2 .